# Филиппинская операция (1941—1942)
Филиппинская операция (1941—1942) (англ.: Philippines campaign, филиппинск.: Kampanya sa Pilipinas, исп.: Campaña en las Filipinas del Ejercito Japonés, яп.: フィリピンの戦い, романизация: Firipin no Tatakai) — вторжение Японии на Филиппины и оборона островов филиппинскими и американскими войсками. Силы союзников по общей численности личного состава превосходили японские войска, но были плохо вооружены и обучены (это относится в первую очередь к филиппинским подразделениям), японцы также превосходили их по количеству техники. Кроме того, после захвата Японией Голландской Ост-Индии и Малайи снабжение архипелага, оказавшегося в глубоком тылу врага, оказалось затруднено, что в конечном счёте и привело к тому, что оставшиеся на Филиппинах войска союзников капитулировали перед японскими вооружёнными силами.

## Военно-стратегическая ситуация
После Испано-американской войны 1898 года филиппинцы во главе с Эмилио Агинальдо попытались провозгласить независимость от Испании, но американцы воспротивились этому, что привело к филиппинско-американской войне. После неё Филиппины стали зависимой территорией США. В 1935 году острова получили статус автономии в рамках США. Президентом Содружества Филиппин стал Мануэль Кесон. Предполагалось, что полную независимость это государство должно было получить к 1945 году. Поэтому к началу войны Филиппины находились в переходном состоянии (от автономии к независимости) и уже имели своё правительство и свою собственную армию. Кроме того, на территории архипелага находились и американские войска. Это двойственное подчинение значительно усложнило оборону островов.

## Планы сторон

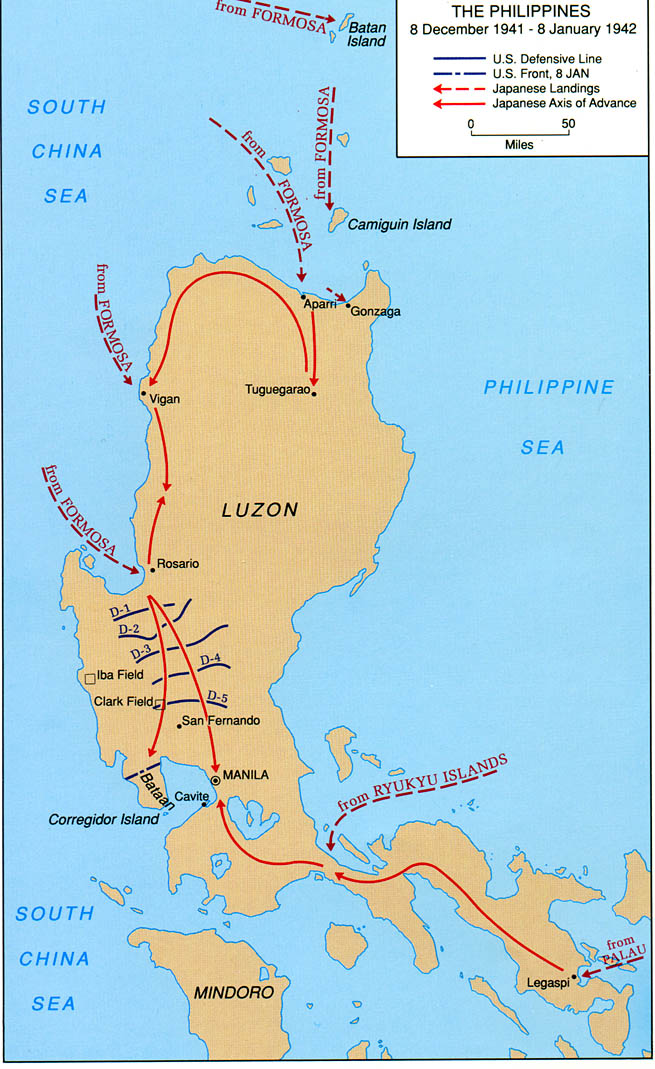
Вторжение японских войск на Филиппины

### Япония
В японских планах операция по захвату Филиппин была частью «Большой войны в Юго-Восточной Азии», которая включала также захват богатой стратегическим сырьём Голландской Ост-Индии, операцию против британских войск в Малайе и нейтрализацию Тихоокеанского флота США в Перл-Харборе. В операции по захвату Филиппин Япония преследовала следующие цели:
- Предотвратить использование Филиппин американскими войсками
- Получить новые районы сосредоточения войск и базы снабжения для операции в Голландской Ост-Индии
- Обезопасить коммуникации между занятыми областями на юге и Японскими островами[6].

Захват архипелага имел для Японии не экономическую или политическую, а в основном стратегическую цель. Если бы они могли нейтрализовать американский флот, базировавшийся на Филиппинах и американскую авиацию на филиппинских аэродромах, то для них не имело значения, как долго сухопутные войска США будут защищать острова.
Японский план первоначально предусматривал высадку в нескольких местах и захват основных аэродромов на острове Лусон.

### Союзники
Объединёнными американскими и филиппинскими войсками командовал генерал Дуглас Макартур. Существуют различные оценки его деятельности на этом посту. С одной стороны именно он убедил президента Рузвельта в том, что Филиппины всё-таки нужно защищать (до этого считалось, что защита архипелага не имеет смысла в связи с его удалённостью от основной территории США и трудностью снабжения). С другой стороны в вину ему иногда ставится не очень хорошее знание театра военных действий (хотя в 1936-1937 годах он был фельдмаршалом филиппинской армии).

## Силы сторон

### Япония
Для вторжения на Филиппины была выделена 14-я японская армия под командованием генерал-лейтенанта Масахару Хомма. Воздушную поддержку вторжению должна была оказывать 5-я авиагруппа под командованием генерал-лейтенанта Хидэёси Обата, которая была переброшена на Формозу из Маньчжурии.
У 14-й армии было две дивизии первой линии: 16-я и 48-я пехотная, на которые и легла основная нагрузка по захвату острова Лусон а также 65-я бригада, которая должна была использоваться в основном для гарнизонной службы. 48-я дивизия, переброшенная на Формозу, не имела боевого опыта, но была хорошо подготовлена для проведения десантных операций. Она должна была высадиться в заливе Лингаен. 16-я дивизия по плану должна была высадиться в заливе Ламон. Она базировалась на островах Рюкю и в Палау.

### Союзники
К декабрю 1941 года войска, защищающие Филиппины, были объединены в Вооружённые силы Соединённых Штатов на Дальнем Востоке (USAFFE), которые включали и подразделения филиппинской армии: 1-ю пехотную дивизию, 2-ю дивизию внутренних войск (Constabulary) и 10 мобилизованных резервных дивизий. Американские подразделения подчинялись Филиппинскому департаменту американской армии и включали: Филиппинскую дивизию, 26-й кавалерийский полк, 43-й пехотный полк, 86-й и 88-й артиллерийские полки, а также роту военной полиции. С августа по ноябрь 1941 года на Филиппины для их усиления прибыли подразделения Национальной гвардии численностью в 8500 человек, а также 192-й и 194-й танковые батальоны, оснащенные новейшими (на тот момент) лёгкими танками М3.

## Военно-морской флот
На Филиппинах базировался Азиатский флот США под командованием контр-адмирала Томаса Харта. Это был самый маленький из американских флотов. На 8 декабря 1941 года в него входили: тяжелый крейсер «Хьюстон», лёгкие крейсеры «Марблхэд» и «Бойс», авиатранспорты «Лэнгли» и «Чайлдс», 12 эсминцев, 28 подводных лодок, а также канонерские лодки, минные тральщики, плавучие базы и другие вспомогательные суда.
Непосредственное вторжение на Филиппины осуществлял Третий японский флот под командованием вице-адмирала Такахаси. Дальнее прикрытие выполнял Второй флот вице-адмирала Кондо. В общей сложности в их состав входили: линкоры «Харуна» и «Конго», тяжёлые крейсеры «Такао», «Атаго», «Текай», «Майя», «Асигара», «Нати», «Хагуро» и «Мьеко», лёгкие крейсеры «Натори», «Нака», «Нагара» и «Дзинцу», а также 31 эсминец, гидроавиатранспорты «Читосэ» и «Мидзухо», тральщики, сторожевые корабли, минные заградители и другие корабли.
Американцы понимали, что противостоять японцам, имея такие небольшие силы, практически невозможно. Поэтому они ещё до начала войны отвели большинство крупных надводных кораблей на юг, в Голландскую Ост-Индию. В дальнейшем, эти корабли совместно с голландскими, британскими и австралийскими образовали союзнический флот ABDA. Адмирал Харт был назначен его командующим. На Филиппинах остались только подводные лодки и вспомогательные суда.

## Вторжение

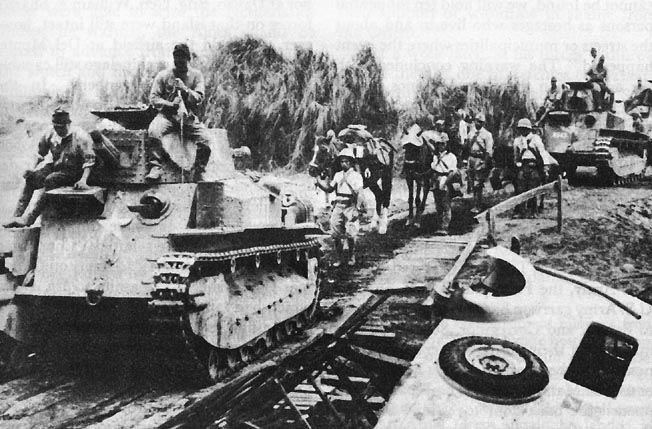
Японские танки наступают на Манилу

14-я японская армия начала операцию вторжения 8 декабря 1941 года с высадки на остров Батан (не стоит путать его с полуостровом Батаан). Через два дня японцы начали вторжение на остров Камигуин и в северную часть острова Лусон.
Основная часть вторжения началась рано утром 22 декабря на восточном побережье острова Лусон. 24 декабря генерал Макартур, выполняя довоенный план WPO-3, отвел основную часть войск на полуостров Батаан. Столица Филиппин — Манила была захвачена японскими войсками 2 января 1942 года.

### Сражение за Батаан

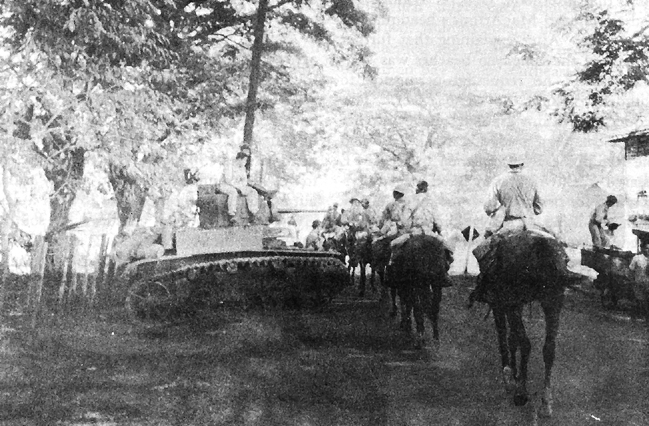
Филиппинские и американские войска на полуострове Батаан

С 7 по 14 января 1942 года японские войска проводили разведку и подготовку к захвату основной линии обороны от Абукая до горы Натиб. В то же время 48-я японская дивизия, ответственная за большую часть успеха в начальной фазе операции, была заменена на гораздо менее боеспособную 65-ю бригаду, предназначенную больше для гарнизонной службы. Японская 5-я авиагруппа была вместе с 48-й дивизией переброшена в Голландскую Ост-Индию, что также ослабило японскую группировку. Американские и филиппинские войска смогли отразить ночную атаку у Абукая, а затем 16 января перешли в контрнаступление. Оно закончилось неудачей и войска были вынуждены отойти к резервной линии обороны от Каса Пилар до Багак.
14-я японская армия возобновила наступление 23 января, высадив морской десант численностью до батальона из подразделений 16-й дивизии, а затем 27 января начав наступление по всей линии фронта. Морской десант был отражен с помощью торпедных катеров. Прорвавшиеся в джунгли остатки японских подразделений были уничтожены наспех сформированными подразделениями, состоящими из бойцов ВВС США, морской пехоты и филиппинских полицейских частей. Японское наступление продолжалось, при этом обе стороны несли тяжёлые потери. 26 января и 2 февраля были совершены воздушные налёты на позиции японских войск при помощи нескольких оставшихся P-40 ВВС США. Последние американские самолёты на полуострове были уничтожены к 13 февраля.

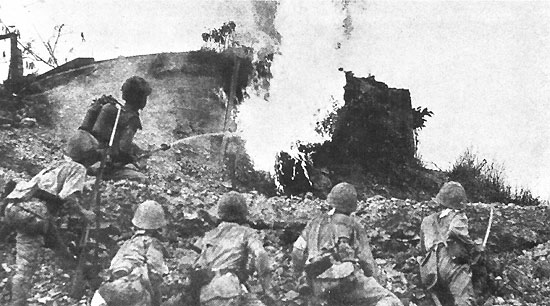
Японские огнеметчики на Батаане

Генерал Хомма 8 февраля приказал приостановить наступление, чтобы реорганизовать силы. Но японские войска не смогли немедленно выполнить его приказ, так как 16-я дивизия пыталась деблокировать окруженный батальон 20-го полка. Ценой серьёзных потерь японцы 15 февраля смогли деблокировать остатки своего батальона. 22 февраля 14-я армия отступила на несколько миль на север, и союзники повторно заняли оставленные позиции. Результатом этих ожесточенных боев стало полное уничтожение трёх батальонов 20-го полка.
В течение последующих нескольких недель японские войска перешли к обороне. Это было обусловлено значительными потерями с обеих сторон. Кроме того, японцы перебросили большую часть войск на другие направления, оставив на полуострове только одну пехотную бригаду. Основными проблемами союзников стали нехватка продовольствия и малярия. Запасы продовольствия были рассчитаны на 43 тыс. американских солдат. Всего же, вместе с филиппинскими войсками и беженцами, на острове оказалось более 100 тыс. человек. В связи со значительным ухудшением положения союзников в Азиатско-Тихоокеанском регионе, президент США Франклин Рузвельт отдал приказ генералу Макартуру эвакуироваться со штабом на остров Минданао а оттуда - в Австралию.
28 марта началась новая волна японского наступления. При этом японцами активно использовалась авиация и артиллерия. Союзные войска, ослабленные недоеданием и болезнями, с трудом сдерживали это наступление. 3 апреля японцы прорвали оборону в районе горы Самат. 8 апреля филиппинская 31-я пехотная дивизия и 57-й пехотный полк американской армии были разгромлены в районе реки Аланган. 45-й пехотный полк смог эвакуироваться на Коррехидор. Из разгромленного 31-го пехотной полка до Коррехидора добралось только около 300 человек. К 10 апреля японским войскам удалось полностью захватить Батаан.

### Коррехидор

Американские зенитные орудия на Коррехидоре

На Коррехидоре находились позиции американских береговых батарей, защищавших вход в Манильский залив. На острове были расположены 59-й и 91-й артиллерийские полки береговой обороны (последний был укомплектован военнослужащими филиппинской армии) и 60-й зенитно-артиллерийский полк. Американская артиллерия в то время состояла из устаревших стационарных батарей, содержавших неподвижные мортиры и артиллерийские орудия. Они были легко уничтожены японскими бомбардировщиками, которые имели возможность сбрасывать бомбы с большой высоты, оставаясь недосягаемыми для зенитных батарей защитников острова.
В декабре 1941 года президент Филиппин Мануэль Кесон, генерал Макартур, а также другие высокопоставленные военные и дипломаты, чтобы избежать бомбардировок в Маниле, были эвакуированы на Коррехидор и размещены в Туннелях Малинта. До их прибытия эти туннели служили штабом Верховного командования американских войск. Там же были расположены госпиталя и склады боеприпасов и продовольствия. С марта 1942 года связь Коррехидора с внешним миром поддерживалась только с помощью подводных лодок. Они привозили почту и вооружения. На них же эвакуировались высокопоставленные филиппинские и американские чиновники, а также высший генералитет. Подводные лодки вывезли также запасы золота и серебра, находившиеся на Филиппинах, и некоторые важные документы. Те, кто не смог эвакуироваться подводной лодкой, в конечном счете попали в плен или оказались в гражданских концентрационных лагерях в Маниле и в других местах.

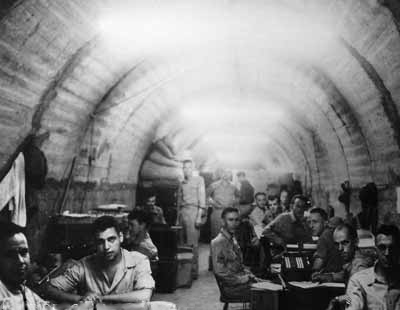
Штаб союзников в туннелях Малинта

В марте 1942 года Макартур передал командование генерал-майору Джону Уэйнрайту и вместе с семьёй и штабом эвакуировался на катерах на остров Минданао, а оттуда улетел в Австралию.
Коррехидор защищало примерно 11 000 человек из состава 4-го полка морской пехоты и персонала американских ВМС, который использовался в качестве пехоты. Кроме того, на остров сумело эвакуироваться несколько разрозненных частей с полуострова Батаан. Японцы начали штурм Коррехидора с уничтожения артиллерийских батарей 1 мая 1942 года. Особенно сильной бомбардировке остров подвергся 4 мая. В этот день по нему было выпущено около 16 тыс. снарядов. В ночь с 5 на 6 мая японцы силами двух батальонов 61-го пехотного полка, несмотря на сильное сопротивление, сумели захватить плацдарм в северо-восточной части Коррехидора. После этого японские части на острове были усилены танками и артиллерией. Защитники острова были отброшены к воротам туннелей Малинта.
Вечером 6 мая генерал Уэйнрайт запросил японского генерала Хомму о капитуляции. Генерал Хомма настаивал на том, чтобы капитуляция включала все союзные войска на Филиппинах. Уэйнрайт принял эти требования. 8 мая он послал телеграмму всем американским войскам с приказом сложить оружие. Однако многие американские солдаты не подчинились приказу и продолжили борьбу совместно с филиппинскими партизанами.

### Минданао
На Минданао находилась американская военно-морская база Давао. 8 декабря 1941 года японское соединение под командованием контр-адмирала Кедзи Кубо совершило воздушный налёт на Давао. В этот момент американского флота на базе не было. В гавани находилось только гидроавиасудно «Пренстон», которое, заметив приближение японской авиации, сумело ускользнуть на юг. Массированными авиаударами японцы полностью разрушили военно-морскую базу.
Японцы не предпринимали крупных десантных операций против Минданао до завершения операции на Коррехидоре. 8 мая 1942 года генерал Уэйнрайт, находившийся на Коррехидоре, объявил о капитуляции всех американских войск на Филиппинах. Но многие американские солдаты на Минданао не подчинились этому приказу и ушли в горы, продолжая партизанские действия.

## Итоги
Все острова Филиппинского архипелага были захвачены японцами к июню 1942 года. Поражение союзных войск привело к оккупации Филиппин, которая продолжалась два с половиной года. Во время оккупации японскими войсками были совершены многочисленные военные преступления, такие как марш смерти на полуострове Батаан. К ним относятся также ужасные условия содержания в японских лагерях для военнопленных. Многие военнопленные вывозились в Японию для работы на шахтах и фабриках на так называемых кораблях ада, условия перевозки на которых были ещё хуже, чем в лагерях. Кроме того, эти корабли специальным образом никак не обозначались, и многие из них были потоплены союзной авиацией и подводными лодками.
Завоевание Филиппин Японией часто считается самым крупным военным поражением в истории США. Около 23 000 американских военнослужащих и около 100 000 филиппинских солдат были убиты или взяты в плен. За участие в обороне Филиппин в США 20 декабря 1944 года была учреждена медаль. Ей награждались военнослужащие США, принимавшие участие в обороне Филиппин с 8 декабря 1941 года по 25 июня 1942 года.

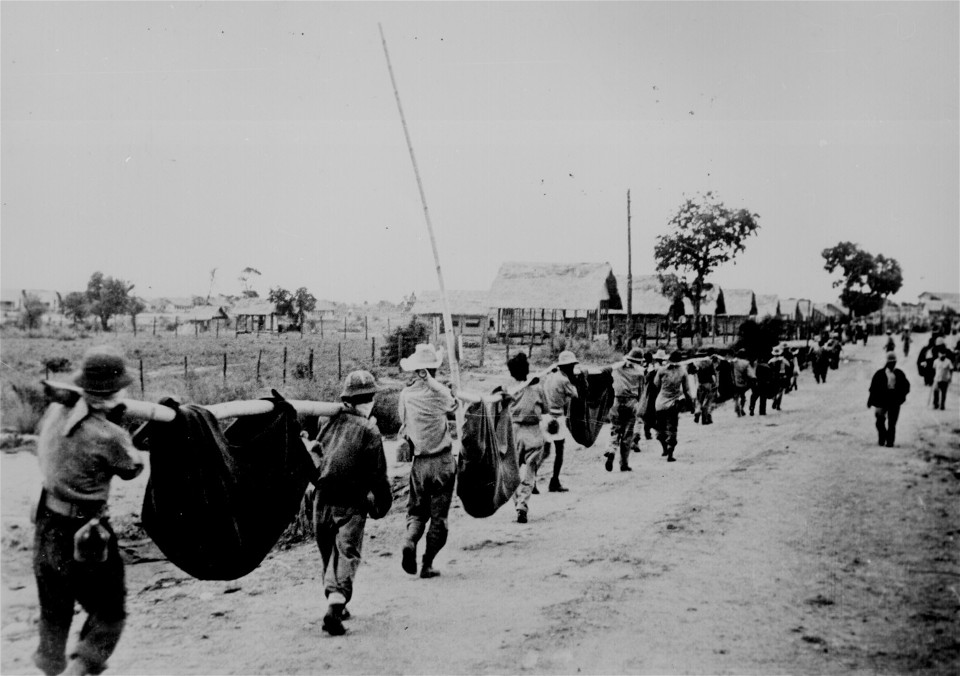
Марш смерти на полуострове Батаан
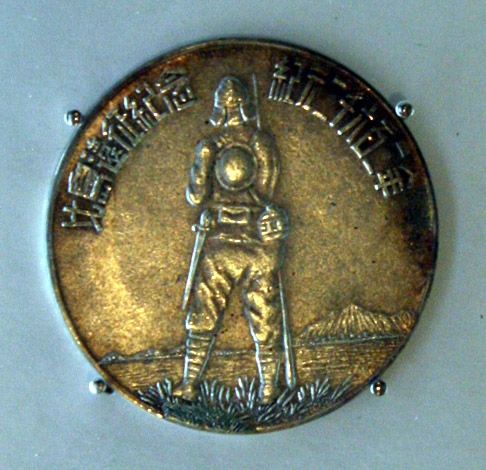
Японская медаль за участие в Филиппинской операции

### На русском языке
- Пол Стивен Далл. Боевой путь Императорского японского флота = A Battle History of the Imperial Japanese Navy, 1941—1945 / Перевод с английского А.Г. Больных. — Екатеринбург: Сфера, 1997. — 384 с. — (Морские битвы крупным планом).
- С. Журко, А. Булах, С. Цветков. Бомбардировщик-торпедоносец «Мицубиси» G4M «Бетти» // История авиации. — № 1 (спецвыпуск).
- У. Черчилль. Вторая мировая война. — М.: АСТ, 2005. — ISBN 517030806X.
- Джоуэтт Ф. Японская армия 1931—1942. — М.: АСТ, 2003. — ISBN 5-17-019669-5. Архивировано 16 февраля 2010 года.
- Самуэль Элиот Морисон. Американский ВМФ во Второй мировой войне. Восходящее солнце над Тихим океаном, декабрь 1941 — апрель 1942. — М.: АСТ, 2002. — Т. 3. — 640 с. — (Военно-историческая библиотека). — 5000 экз. — ISBN 5-7921-0572-3.

### На английском языке
- Nish, Ian Hill. Japanese Foreign Policy in the Interwar Period. — Praeger, 2002. — ISBN 978-0-275-94791-0.
- Chun, Clayton K. S. The Fall of the Philippines, 1941–42. — Oxford : Osprey Publishing, 2012. — ISBN 978-1-84908-609-7.
- Bartsch, William H. December 8, 1941:  MacArthur's Pearl Harbor (англ.). — College Station, TX, USA: Texas A&M University Press[англ.], 2003.
- Belote, James H.; William M. Belote. Corregidor: The Saga of a Fortress. — Harper & Row, 1967.
- Berhow, Mark A.; Terrance C. McGovern. American Defenses of Corregidor and Manila Bay 1898-1945 (Fortress) (англ.). — Osprey Publishing Ltd, 2003. — ISBN 1841764272.
- Burton, John. Fortnight of Infamy: The Collapse of Allied Airpower West of Pearl Harbor (англ.). — US Naval Institute Press, 2006.
- Connaughton, Richard. MacArthur and Defeat in the Philippines. — New York: The Overlook Press[англ.], 2001.
- Drea, Edward J. In the Service of the Emperor:  Essays on the Imperial Japanese Army (англ.). — Nebraska: University of Nebraska Press[англ.], 1998. — ISBN 0-8032-1708-0.
- Jackson, Charles; Bruce H. Norton. I Am Alive!: A United States Marine's Story of Survival in a World war II Japanese POW Camp (англ.). — Presidio Press[англ.], 2003. — ISBN 0345449118.
- Mallonee, Richard C. Battle for Bataan: An Eyewitness Account. — I Books, 2003. — ISBN 0743474503.
- Martin, Adrian R. Operation Plum: The Ill-Fated 27th Bombardment Group and the Fight for the Western Pacific (англ.). — Texas A&M University Press[англ.], 2008. — ISBN 1603440194.
- Mellnik, Stephen Michael. Philippine War Diary, 1939-1945. — Van Nostrand Reinhold, 1981. — ISBN 0442212585.
- Morison, Samuel Eliot. The Rising Sun in the Pacific 1931 - April 1942, vol. 3 of History of United States Naval Operations in World War II (англ.). — Castle Books, 1958 (reissue 2001). — ISBN 0785813047.
- Morris, Eric. Corregidor: The American Alamo of World War II (англ.). — Cooper Square Press, 2000. — ISBN 0815410859.
- Rottman, Gordon L. Japanese Army in World War II: Conquest of the Pacific 1941-42 (англ.). — Osprey Publishing, 2005.
- Schultz, Duane. Hero of Bataan:  The story of General Johnathan M Wainwright (англ.). — St Martin's Press, 1981.
- Waldron, Ben; Emily Burneson. Corregidor: From Paradise to Hell! — Trafford Publishing[англ.], 2006.
- Whitman, John W. Bataan: Our Last Ditch: The Bataan Campaign, 1942. — Hippocrene Books[англ.], 1990. — ISBN 0870528777.
- Young, Donald J. The Battle of Bataan: A History of the 90 Day Siege and Eventual Surrender of 75,000 Filipino and United States Troops to the Japanese in World War (англ.). — McFarland & Company, 1992. — ISBN 0899507573.